# Andoma
Andoma (russisk: Андома) er en flod i den nordvestlige del af Vologda oblast i Rusland. Den er 156 km lang, med et afvandingsareal på 2.570 km2. Andoma udspringer fra Groptozero og udmunder i Onega.
61°12′50″N 36°51′07″Ø / 61.214°N 36.852°Ø